# 一国社会主義論
一国社会主義論（いっこくしゃかいしゅぎろん、ロシア語: социали́зм в отде́льно взя́той стране́）とは、世界革命を経なくても一国で社会主義の建設が可能だとする考え方。1924年にヨシフ・スターリンが主張し、1928年のコミンテルン第六回大会で採択され、各国の共産党において支配的な見解となった。

## ヨーロッパ革命先行論からロシア革命先行論へ
カール・マルクスとフリードリヒ・エンゲルスは、当初、共産主義革命はヨーロッパの先進国で起こってその他の地域に波及していくものと予想していた。エンゲルスは1847年に書かれた『共産主義の原理』という草稿で次のように論じていた。
しかし1882年に書かれた『共産党宣言』のロシア語版序文では、マルクスとエンゲルスは「ロシアはヨーロッパの革命的活動の前衛となっている」という認識を示し、「ロシア革命が西ヨーロッパにおけるプロレタリア革命の合図となり、その結果、両者がたがいにおぎないあう」可能性に言及した。
1905年のロシア第一革命の際、ロシアのマルクス主義者たちはこのマルクス・エンゲルスの認識から出発し、ロシアの革命がヨーロッパの先進国の革命を引き起こす、と主張した。もっとも明確にそれを述べたのがレフ・トロツキーの永続革命論だった。
この見解では、革命はヨーロッパの先進国より先にロシアで起こる。しかしロシアの革命政権が持続するためにはヨーロッパ革命が起こらなければならない。

## 世界革命論から一国社会主義論へ
十月革命を成功させて権力を獲得したボリシェヴィキは、ロシア革命がただちにヨーロッパ革命を呼び起こすことを期待した。1917年10月25日、ペトログラード労働者・兵士代表ソビエトは「われわれが社会主義の大業を完全かつ強固な勝利をおさめるまで遂行するのを、西ヨーロッパ諸国のプロレタリアートがたすけるものと確信している」というレーニンの決議文を採択した。
しかしヨーロッパでの革命運動は次々に敗北し、ウラジーミル・レーニンが死去した1924年の時点で革命の展望はほとんどなくなっていた。レーニン死後の権力闘争の中で、スターリンはトロツキーの永続革命論に対する批判を開始し、ロシア一国で社会主義建設が可能だとする一国社会主義論をつくりあげていった。
スターリンは「一国だけの力で社会主義を建設しとげることができるかという問題」と「プロレタリアートの独裁をかちえた国は、他の一連の国々で革命が勝利しなくても、外国の干渉から、したがってまた、古い制度の復活からまったく安全であると考えることができるかという問題」を分離し、後者は否定したが前者は肯定した。一国での社会主義の勝利を「わが国の内部の力で、プロレタリアートと農民とのあいだの矛盾を解決すること」という国内の問題として見なしたことによる。
トロツキーはこの理論を世界革命の放棄と見なして激しく批判した。しかし権力闘争に勝ったスターリンの理論はボリシェヴィキの公式見解となり、各国の共産党へと普及していった。